# 卢维涅德拜
卢维涅德拜（法語：Louvigné-de-Bais，法語發音：[luviɲe də bɛ]，意为“拜的卢维涅”）是法国伊勒-维莱讷省的一个市镇，位于该省中东部，属于富热尔-维特雷区。

## 地理
卢维涅德拜（48°2'55"N, 1°19'50"W）面积15.37 平方千米，位于法国布列塔尼大區伊勒-维莱讷省，该省份为法国西北部沿海省份，位于布列塔尼半岛东部，北濒大西洋，西接阿摩尔滨海省和莫尔比昂省，南至大西洋卢瓦尔省，西南端接曼恩-卢瓦尔省，东临马耶讷省，东北与芒什省接壤。
与卢维涅德拜接壤的市镇（或旧市镇、城区）包括：圣迪迪耶、拜镇、皮雷-尚塞、科尔尼耶、多马涅、托尔塞。

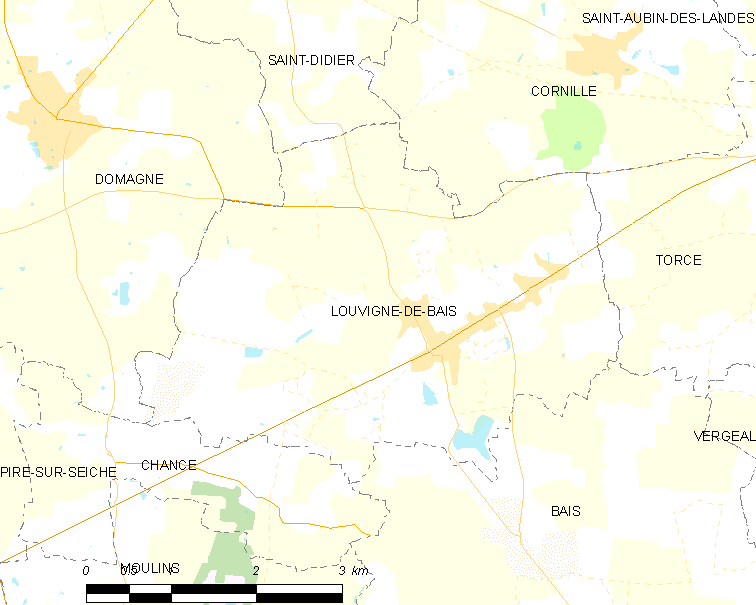
卢维涅德拜的OSM定位图

卢维涅德拜的时区为UTC+01:00、UTC+02:00（夏令时）。

## 行政
卢维涅德拜的邮政编码为35680，INSEE市镇编码为35161。

## 政治
卢维涅德拜所属的省级选区为沙托日龙县。

## 人口

1962-2008年间卢维涅德拜人口变化图示

卢维涅德拜于2022年1月1日时的人口数量为1874人。